# 大空翼
大空翼（日语：大空 翼，平假名：おおぞら つばさ），日本漫画《足球小將》的主角。以「足球是朋友」（日语：ボールは友達）為信念，在作中被叫作「足球小將」（日语：サッカーの申し子）。
在大部分球隊中，他穿着10號球衣，是一名技術全面且極具天賦的球員，擅長倒掛金勾與衝力射球，並經常把別人的球技化為自己的絕技，被譽為是世界球壇的絕世奇才。
絕技計有：獵鷹射球（展翅射球）、衝力射球、倒掛金勾、雙人射球、獵鷹衝力射球（飛翔衝力射球）、新獵鷹衝力射球（新飛翔衝力射球）、鷹擊射球（空降射球）、其他模仿自別人的絕招。

## 基本資料
- 國籍：日本
- 羅馬發音：Oozora Tsubasa
- 譯名：

1. （日文原文漢字）
2. （大陸、台譯）
3. （港譯）

- 出生日期：7月28日
- 身高：175cm
- 體重：64kg
- 血型：A

## 經歷
大空翼從小便十分熱愛踢足球。在他三歲時，其身为船长的父親買給了他一個足球。他在踢足球時，因誤走出了馬路而險些被公車（2018年版為貨車）撞倒。幸而，公車只是撞倒了他正緊抱的足球。加上某次父亲出海间救了并收留正欲投海自尽的罗伯特本乡于大空翼家中，让翼得以跟他学习足球技巧，从此他便跟足球結下了不解之緣。
小學篇
在小學六年級成為全國校際足球大賽的明星，與岬太郎為黃金拍檔。在小學時期，先是在跟靜岡縣第一的修哲比賽中，兩度成功射破若林的大門，協助球隊追成2：2。值得一提，岬太郎正好在這場出現，黃金拍檔誕生於此。先後在南葛市的外圍賽大顯神威，外圍賽決賽以3: 0大勝傳統勁旅志水隊，大空翼更包辦三個入球，協助南葛隊晉身全國大賽。
直至全國大賽開始，南葛隊在分組初賽不幸抽中與日同小次郎帶領的明和小學同組。南葛隊首場比賽就面對明和，因若林受傷而換上森崎有三擔任門將，可是日向小次郎以極度霸道的射門令森崎恐懼，幸由大空翼挺身而出，讓其恢復信心，但最後的結果是日向帶領的明和小學取得了7：6的勝利，這也是唯一一場有大空翼出場而落敗的比賽。
之後南葛連續取回幾場大勝，但明和為了逼南葛出局，竟在第四場對花輪隊時故意打成5：5平手，花輪至此得10分，南葛只有9分，以至南葛在最後一場分組賽必須打敗花輪才可出線，而花輪中擁有以空中攻擊聞名的立花兄弟不断以違反常理的空中攻擊。 結果南葛先失下兩球，但最後的一刻，本身成功靠大空翼追平的南葛，全靠他先是跳上柱，再跳上門楣，成功化解立花的空中攻擊，再轉守為攻，為球隊以3：2反勝，與明和隊雙雙晉級淘汰賽。
接下來，大空翼面對著由身材高大的門將中西太一帶領，外圍賽及分組賽保持零失球的大阪代表難波小學。南葛隊最初面對中西守門能力，一直取不到入球，更先失一球，處於劣勢。但大空翼之後再努力之下，憑著自己的實力攻破中西大門，追成平手，中西無法接受失球，之後大失水準，被大空翼連入多球，終後南葛以5：1大勝對手，晉級八強。
南葛在八強賽輕易過關晉級四強，到了四強一戰面對東京都代表武藏隊，大空翼因為事先知道武藏的主將三杉淳有心脏病而意志消沉，南葛面對出色表現的三杉淳一下子無計可施。此時若林出現在球場，雨中怒哮讓翼覺醒，並全力投入，先在七人的包圍下在空中明射實傳，讓岬太郎扳平。最後一次的進攻，他竭盡全力射門，在雨中皮球直飛球門，三杉盡力也救不了。一场苦戰下，终于獲胜。
決賽中，南葛再次面對明和，若林源三傷愈復出。面對著空手道門將若島津健威，上半場憑大空翼與岬太郎的雙人射門攻破明和取得領先，但由於若林一直有傷，南葛被日向小次郎在下半場連入兩球反先，眼看南葛會以1: 2再次被明和打敗。完場前最後一刻，若林源三棄關走到禁區外搶去日向小次郎的腳下球，之後長傳給大空翼，再由大空翼射成2：2，使比賽進入加時階段。加時最後階段，大空翼先以倒掛金鈎攻入一球，再在完場前再入多一球，以4：2取勝，奪得全國大賽的冠軍。
在賽後，他的拍擋岬太郎因父親的工作關係，需要轉學至法國，同時若林源三亦跟隨私人教練見上辰夫到了德國。二人的離別後，原本大空翼想跟恩師本鄉。羅伯特一直相处，但是因為本鄉沒有信心可以教好大空翼，結果在大空翼上初中之前不辭而別，一個人返回巴西，大空翼在家中知道後立刻追出，但是追不到。後發現恩師留下了一本筆記，於是開始由前鋒轉為進攻中場，並決定要研究出後來的必殺技衝力射球……
中學篇
升上初中時，東京都的東邦學院初中部有意羅致大空翼和明和小學主將日向小志強加入，但只有日向加入，大空翼則升讀南葛初中。他帶領南葛初中在初一和初二，打敗有日向小次郎帶領的東邦學院連續兩屆奪下冠軍寶座。
到了第三年，大空翼率領球隊在靜岡縣預賽決賽中，3：1打敗以超強攻擊力著名，有大友四人組以及快翼新田瞬在陣的大友中學。
之後，全國大賽再一次打響，是屆比賽不設分組賽，全部以一場過淘汰賽進行。在第一圈，南葛遇上了大阪市的東一隊，隊長是曾經在大阪市預賽中打敗有鋼門中西太一的難波初中的盯人後衛的早田誠。早田在比賽早段，先是以剃刀射球攻入一球領先，之後早田全場凍結大空翼，令大空翼無法取得射門。最後南葛須由同是後衛的高杉真吾扳平，早田在球隊被扳平後放棄凍結大空翼，欲再次剃刀射球攻門，但被大空翼看破射球方向，提示南葛門將森崎有三成功救出射門，之後南葛反擊，大空翼在沒有早田看管下入球反勝。
之後到了第二圈，再遇到在小學時的對手花輪的立花兄弟。南葛雖先入兩球，但立花兄弟憑創作出新的絕招“一飛沖天彈跳射球”攻入兩球迅速扳平，一度讓南葛陷入苦戰，可是由於此招式對雙腳負擔過重，以致在最後的時間，抵擋不了大空翼的攻入決定勝的入球。
八強的對手是與南宇和中學(令松山光的富良野中學陷入苦戰)同為黑馬的比良戶(九洲代表)，陣中兩名前鋒有巨大次藤洋以及技術球員佐野滿。由於二人一流的配合，南葛被佐野及次藤連番破門，半場已落後三球，加上被早田的攔截及與立花兄弟空中爭奪以至足踝及肩膊有傷患的大空翼，遭到了次藤連番不正式的衝撞令傷患惡化，一下子南葛出線幾近絕望。大空翼面對這個情形下，憑著難得的機會使出苦練多時的衝力射球(抽射球)，此技術終於在此前對東一及花輪均施展失敗後，終於憑此破門，其威力亦是出乎意料之外，在第二次射門時即使是次藤亦抵擋不住, 令南葛憑大空翼三次衝力射球，追平3：3，但大空翼已因受傷再難發揮作用。南葛在最後的一刻，藉來生及瀧一的合作，越過了次藤，射入致勝一球，反勝4：3。
四強的對手正是富良野，在松山光帶領下發展整體戰精神，成功阻截大空翼的衝力射球，最後亦在整體配合下追和2: 2，可是大空翼在比賽最後數秒，在中場踢出遠距離的衝力射球，絕殺富良野。
決賽終於來了，此前全部賽事中，被傳為為協助東邦三年來爭取全國大賽冠軍而一直不出場，秘密訓練保留實力(實際是與北詰誠領隊不和)的日向小次郎終於首發。其猛虎射球威力無比，日向憑此射門一人在上半場先攻入一球，負傷上陣的大空翼迅速以衝力射球追平，但日向小次郎之後以猛虎射球再多進兩球，令東邦以3: 1拋棄南葛。當日向第四次施展猛虎射球，令戰果可能進一步拋開至4: 1之際，大空翼以衝力射球反彈猛虎射球，不但瓦解了日向的攻門，更將皮球射進東邦球門內，追成2: 3結束上半場。下半場，在石崎樑的協助下，大空翼施展倒掛金鈎追成3: 3平手。比賽後段，無論日向的猛虎射球或是大空翼的衝力射球皆被對手救出，以致要進入加時賽。南葛竟先憑大空翼一記彈地後改變方向的妙射先入一球，但日向之後施展倒掛猛虎射球為東邦扳平，在最後的一擊，日向與翼互相踢球，球直飛天空，比賽亦同時結，比分4：4，結果兩隊同得冠軍。
世少篇
大軍在全國大賽完結後，日本組成一支隊伍參加了第一屆在巴黎舉行的世少盃。初選名單也在不久出爐，石崎，松山，日向，以至新田，佐野等亦有入選，反而翼因為傷患落選了世少盃初選大軍；此時，三杉亦以助教身份出現，教練則由若林的私人教練見上擔任。
日本第一場就對上了有若林的漢堡，比賽中若林出色的撲救令日本無法取得入球，而史奈達的實力亦帶來了漢堡的領先。翼在下半場終於趕到，日本正打算換人時，隊長日向及副隊長松山同時阻止，否決翼上場，結果翼看著日本遠佂的第一場就大敗1:5，日向也除下隊長臂章，由松山暫代。接下來是三角賽，有意大利及雲達不來梅參加。翼還是沒有出場，日本再敗不來梅。之後不來梅竟被意大利(有歐洲第一鋼門捷羅。希南迪斯)打敗，意大利拒絕了跟日本作賽，翼知道後以一人之力射破捷羅的大門，終於日向及松山同意翼加入，而若林也加入了。
翼在對拜仁慕尼黑及之後的比賽中出場並帶領球隊勝出，下一站就是太郎身處的法國巴黎，而其恩师本乡。罗伯特也在此带圣保罗参加远佂，而翼并不知道。同一时候，翼終於與太郎重逢，一下子翼興奮不已。太郎也決定加入日本，再次與翼並肩作戰，二人也給一眾沒有見識他們實力的日本隊員大開眼界。
日本首場比賽就是意大利，太郎先作後備，翼在赛前接受了队长臂章。由於此前翼一人对意大利表現出個人的突破能力，一開始就被多次侵犯，加上捷羅出色的撲救，始終不能入球，下半場早段更因對手一次反擊落後。太郎在落後下上陣，協助翼抨平，後日向入球，日本意外地打敗意大利，還令捷羅受到了傷。
下一場是對阿根廷(領隊為勞比度好友柏勞巴斯)。在比賽前，阿軍憑著十年難得一見的天才迪亞斯對意軍獨取五球，日本在必須要勝利的形势下十分鐘内就被迪亞斯連入三球(有一球是抽射球)，日本看來已出線絕望。一直在想著恩師的翼馬上重新振作，並不斷助攻，終於在上半場入兩球縮小差距。 下半場，再努力地助攻，加上助教身份的三杉淳入替下加强攻力，最後反勝入四強。
四強的對手是法國。此時，翼的恩師已趕去機場，但最後在經過日本和法國比賽的球場時，還是要停下來觀看。由於對手正是主辦國，球證明顯地偏幫法，早在十分鐘就趕早田出場，再一直判日本的入球無效，令日本落後。半場休息時，翼要求大家在下半場努力，要“堂堂正正球入龍門”。 到了下半場，日本憑著翼的智慧及決心，一傳一射協助日本扳平。可是法國之後以艾路史度，皮埃爾(比爾)及路易斯，拿破崙(奈布崙)的合作再入一球，並且開始死守，翼、日和、松山等遠射都無功而返。臨完場前，太郎的個人突破打開了法國的防守，翼協助其入球。到了加時階段，日本的球員先後受傷倒地，翼鼓勵球隊防守到底，終於到了十二碼階段，在最後一輪翼射入，因拿破崙之前不入，日本一償所願入決賽。
決賽的對手是德國隊，對於日本來說，是一個復仇之路。賽前若島津無法出場，一直沒有出場的若林，在日向揭露其處事手法的原因後，決心上陣。史奈達雖貴為神射手，德國也是大熱門，但日本憑藉著若林對德的分析令德國無法控制戰局，德军的梅拿也一一接下日本的射門。德國后因队长的提示下明白開始抢回优势，並讓日本上下半場都受到了暴風雨射門的考驗。作为队长的翼全場中一直為球隊穿針引線，球隊前兩個入球都有他的協助。在比賽中，由於若林的存在，翼及太郎，日向等可以放心進攻，但終究史奈達是有大本事，在若林手上獨取兩球。加上其他德國球員們为了国家的荣光，奋力向前，还令翼在最後的時間再次受傷，此時石崎在場邊打氣，翼終於站起來了，還為球隊射入最後的一球，為日本帶來了冠軍。正當大眾決定回酒店慶祝之際，本鄉突然在球場出現，翼重遇恩师感动不已，恩师也决意要带翼到巴西。
在大賽後，翼不僅跟著恩師去巴西學習，出發前在片桐宗政的鼓勵下，爭取成功並破例以15歲之齡入選日本國家足球隊，更可以上阵 。
初中畢業後前往巴西聖保羅發展，與若林源三一樣成為旅外職業足球選手。
世青篇
世青盃
在第一輪預選賽前，由於賀茂港教練為球隊進行了特訓，超出了球隊的能力，導致日本隊傷痕纍纍，在首場對中華台北時竟出乎意料之外陷入苦戰。 大空翼以一人之力獨撐球隊，並在球隊落後下奮力作戰，球隊扳平的一球由他傳給石崎，後由石崎傳送給松山光入球；而反勝的一球由他射入，日本艱苦取得了勝利。
第三場對泰國的關鍵比賽前，日本跟泰國同分，可是由於得失球差大幅落後。必須取得勝利。但康沙瓦多三兄弟的空中攻击技能，令日本无可匹敌，一下子又落后。

## 效力球隊
學校：南葛小學、南葛SC（南葛市小學代表隊）、南葛中學
職業球會：西班牙巴塞隆拿（動畫版為：加泰羅尼亞（カタルーニャ））、西班牙巴塞隆拿B隊、巴西聖保羅（動畫版、J為：サンパスFC、平成版：ブランコス）

## 流行文化

### 日本職業足球聯賽
2013年5月，日本職業足球聯盟任命大空翼為「J聯盟亞洲大使」，任期一年。

### 2020年東京奧運會
男子足球比賽採用以足球小將主角大空翼為主題設計的足球。